# Spasm Band
Die Spasm Band war im frühen Jazz ein kleines, häufig aus Heranwachsenden bestehendes Musikensemble, dessen Instrumentarium überwiegend aus Gebrauchsgegenständen oder sehr einfachen Musikinstrumenten bestand: Töpfe, Waschbretter und Bottiche für die Perkussion, Kazoos als Melodieinstrumente und Krüge (Jugs) zum Hineinsingen einer Bassstimme. Jelly Roll Morton verwendete diesen Namen. Als erste Band, die unter diesem Namen auftritt, gilt die in New Orleans seit 1895 bekannte Stale Bread's Spasm Band, die später auch als Razzy Dazzy Spasm Band auftrat.
In den 1950er Jahren verwendete man den Begriff auch, um Musikgruppen zu bezeichnen, die einen Mix aus Dixieland, Traditional Jazz, Jugband- und Skiffle-Musik spielten. In Anspielung daran hat sich The Nihilist Spasm Band, eine kanadische Noiseband, ihren Namen gegeben.